# Newton County (Indiana)
Newton County is een county in de Amerikaanse staat Indiana.
De county heeft een landoppervlakte van 1.041 km² en telt 14.566 inwoners (volkstelling 2000). De hoofdplaats is Kentland.

## Bevolkingsontwikkeling

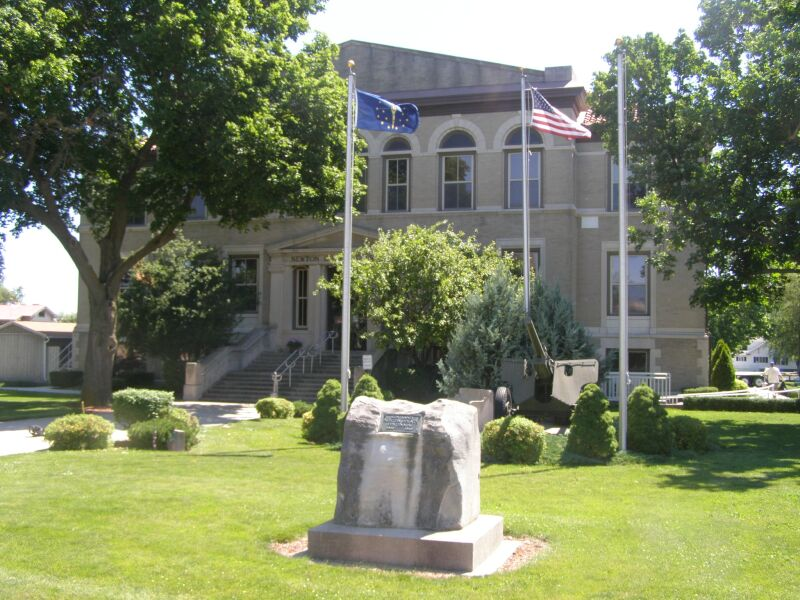
Newton County Courthouse